# Benignus Espiard von Colonge

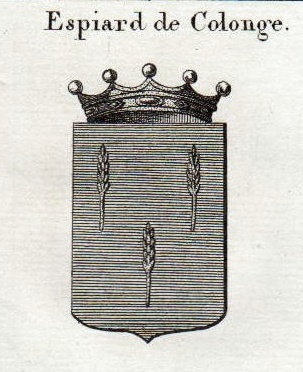
Familienwappen

Benignus Espiard von Colonge (* 22. November 1754 in Oberehnheim, Elsass; † 5. Februar 1837 in München) war ein adeliger bayerischer Generalleutnant und Staatsrat, französischer Herkunft.

## Leben
Er war der Sohn des adeligen französischen Generals Jean-Alexandre Espiard de Colonge (1713–1788) sowie seiner zweiten Gattin Eugénie du Gail und diente bis zum Range eines Majors in der französischen Armee. 1791 wanderte er infolge der Revolution, zusammen mit seinem Halbbruder Franz Alexander Espiard von Colonge (1748–1814) aus und beide schlossen sich dem Emigrantenkorps unter Fürst von Condé an. Hier machte Benignus Espiard von Colonge alle Feldzüge gegen die Republik Frankreich mit und trat 1801, bei Auflösung der Emigrantentruppe, in die Bayerische Armee über, welcher der Bruder schon seit 1800 angehörte.
Als erfahrener Artillerist übernahm er die Leitung der neu gegründeten Artillerieschule. In dieser Eigenschaft und ab 1809 auch als Fachreferent im Kriegsministerium, erwarb er sich große Verdienste um das bayerische Artilleriewesen. Im Vierten Koalitionskrieg 1806/07 war er Artilleriebefehlshaber der Division Deroy und erhielt das Ritterkreuz des Militär-Max-Joseph-Ordens. 1813, im Krieg gegen Frankreich, wurde Benignus Espiard von Colonge, an Stelle seines in russischer Gefangenschaft befindlichen Halbbruders, Chef der Bayerischen Artillerietruppen und avancierte am 4. September des Jahres zum Generalmajor. Nach der Schlacht bei Hanau rückte er am linken Flügel der verbündeten Heere über den Rhein und leitete zunächst die Belagerungsarbeiten vor den elsässischen Festungen. Später folgte er der Hauptarmee und focht 1814 in den Schlachten von Brienne, Bar-sur-Aube und der Arcis sur Aube.

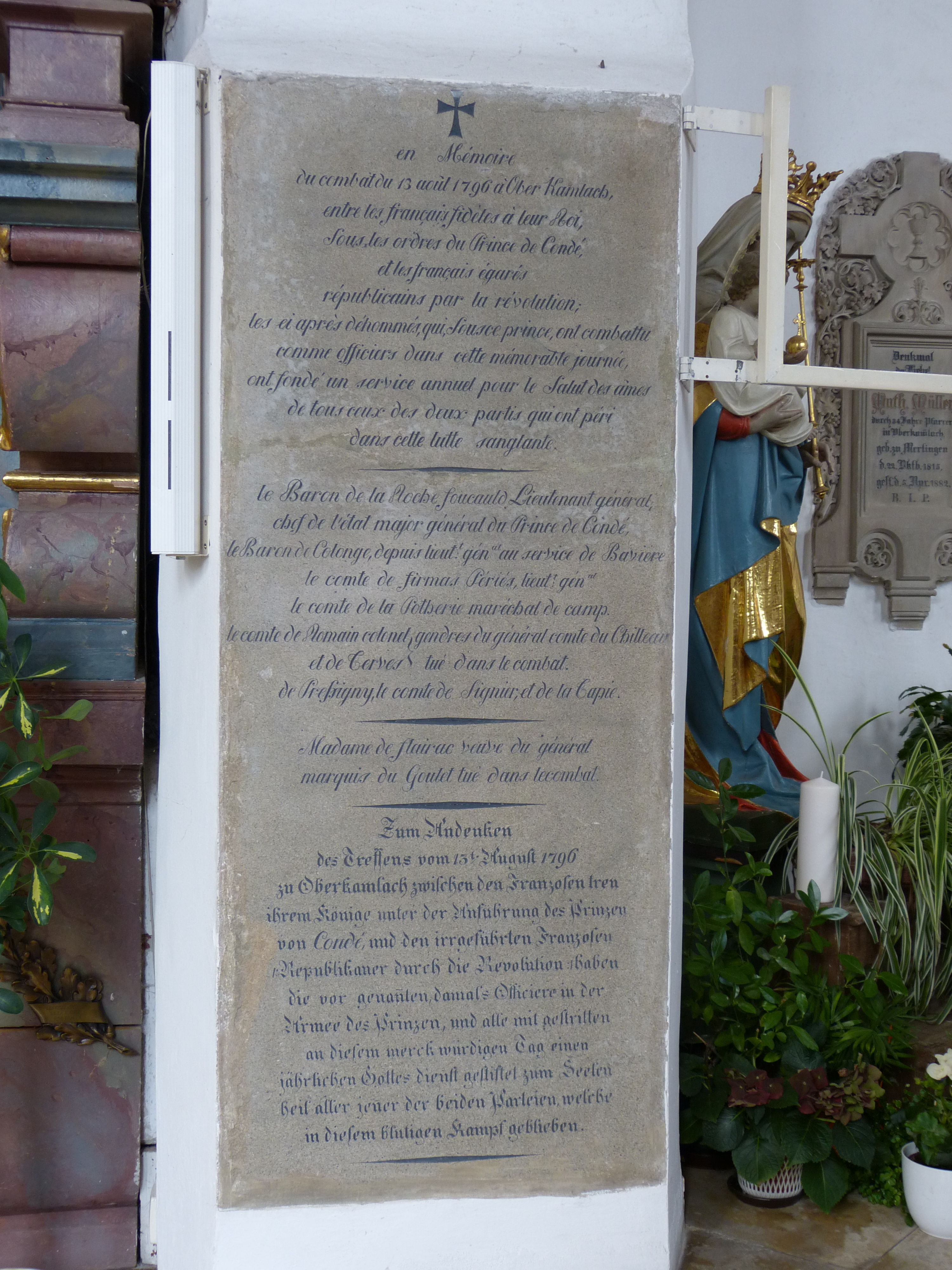
Gedenktafel in der Kirche Mariä Himmelfahrt (Oberkammlach)

Als der Krieg durch den Pariser Frieden von 1815 endete wurde Benignus Espiard von Colonge 1817 Generaldirektor im Kriegsministerium und 1822 Staatsrat. 1825 zog sich der als „gutherzig“ charakterisierte Junggeselle, im Range eines Generalleutnants, ins Privatleben zurück. Er gehörte u. a. der Münchner Gesellschaft des Frohsinns an, einem Bürgerverein der kulturelle Veranstaltungen organisierte. Der Offizier starb 1837 in München, sein Nachruf konstatiert: „Er erwarb sich durch Kenntnisse und Humanität seines Benehmens eben so sehr die Achtung, als die Liebe seiner Untergebenen.“ Testamentarisch errichtete er eine Stiftung mit 6000 Gulden Kapital, deren Erlös den Familien bedürftiger bayerischer Unteroffiziere und Soldaten zufließen sollte.
Zur Erinnerung an den Einsatz des französischen Emigrantenkorps Condé, am 13. August 1796, bei der Schlacht von Oberkammlach, stifteten Benignus Espiard von Colonge und mehrere Kameraden 1836 in der dortigen Kirche Mariä Himmelfahrt eine jährliche Hl. Messe und eine Gedenktafel. Auf der Tafel ist der Freiherr als Mitstifter und bayerischer Generalleutnant verewigt.
In dem Buch Gespräche Napoleons des Ersten ist festgehalten, wie sich Kaiser Napoleon 1805 gegenüber Sebastien Joseph de Comeau de Charry, dem Beauftragten des bayerischen Kurfürsten, nach den beiden ihm bekannten Brüdern Espiard von Colonge erkundigte. Dieser berichtete ihm, sie befehligten die bayerische Artillerie, worauf der Kaiser antwortete, er garantiere dafür, dass diese damit „gut bedient“ sei.

## Ehrungen
Neben dem schon genannten Militär-Max-Joseph-Orden trug Freiherr Espiard von Colonge das Ritterkreuz des französischen Ludwigsordens und die 3. Klasse des russischen Wladimirordens. Er war Kommandeur des österreichischen Leopold-Ordens und seit 1813 Ritter, ab 1817 Kommandeur des Verdienstordens der Bayerischen Krone.